# Gaio Pompeo Gallo
Gaio Pompeo (Longo?) Gallo (in latino: Gaius Pompeius (Longus?) Gallus; Gallia Narbonese?, 7 circa – dopo il 49) è stato un magistrato e senatore romano, console dell'Impero romano.

## Biografia
Non molto è noto della figura di Gallo, homo novus. Il praenomen, spesso confuso, è ormai certo mentre il cognomen Longus è attestato unicamente da Frontino. Data l'abbondanza di C. Pompeii in Gallia Narbonense e una loro scarsità invece in Italia, è stato proposto che fosse originario della provincia.
Il suo unico incarico attestato lo vede però al vertice dello stato romano: egli fu infatti console ordinario al fianco di Quinto Veranio da gennaio ad aprile del 49, venendo sostituiti a luglio da Lucio Mammio Pollione e Quinto Allio Massimo: Gallo e Veranio cedettero, in particolare, la parola a Lucio Vitellio per la sua mozione che avrebbe portato al matrimonio tra Claudio e Agrippina dopo il suicidio di Lucio Giunio Silano. È stato proposto che il consolato di Gallo, peculiare tanto perché ordinario di un homo novus quanto perché di soli quattro mesi, potesse essere dovuto alla condanna a morte nel tardo 48 di Gaio Silio, console designato per il 49.
Poiché non sono da attribuirsi a lui due epigrafi efesine e quindi va escluso dai proconsoli d'Asia, Gallo scompare dalla storia dopo il suo consolato.